# Baccharis douglasii
Baccharis douglasii es una especie de planta perenne perteneciente a la familia de las asteráceas que se encjuentra en California, donde crece en lugares húmedos, tales como las marismas. Su distribución puede extenderse hasta Oregón.

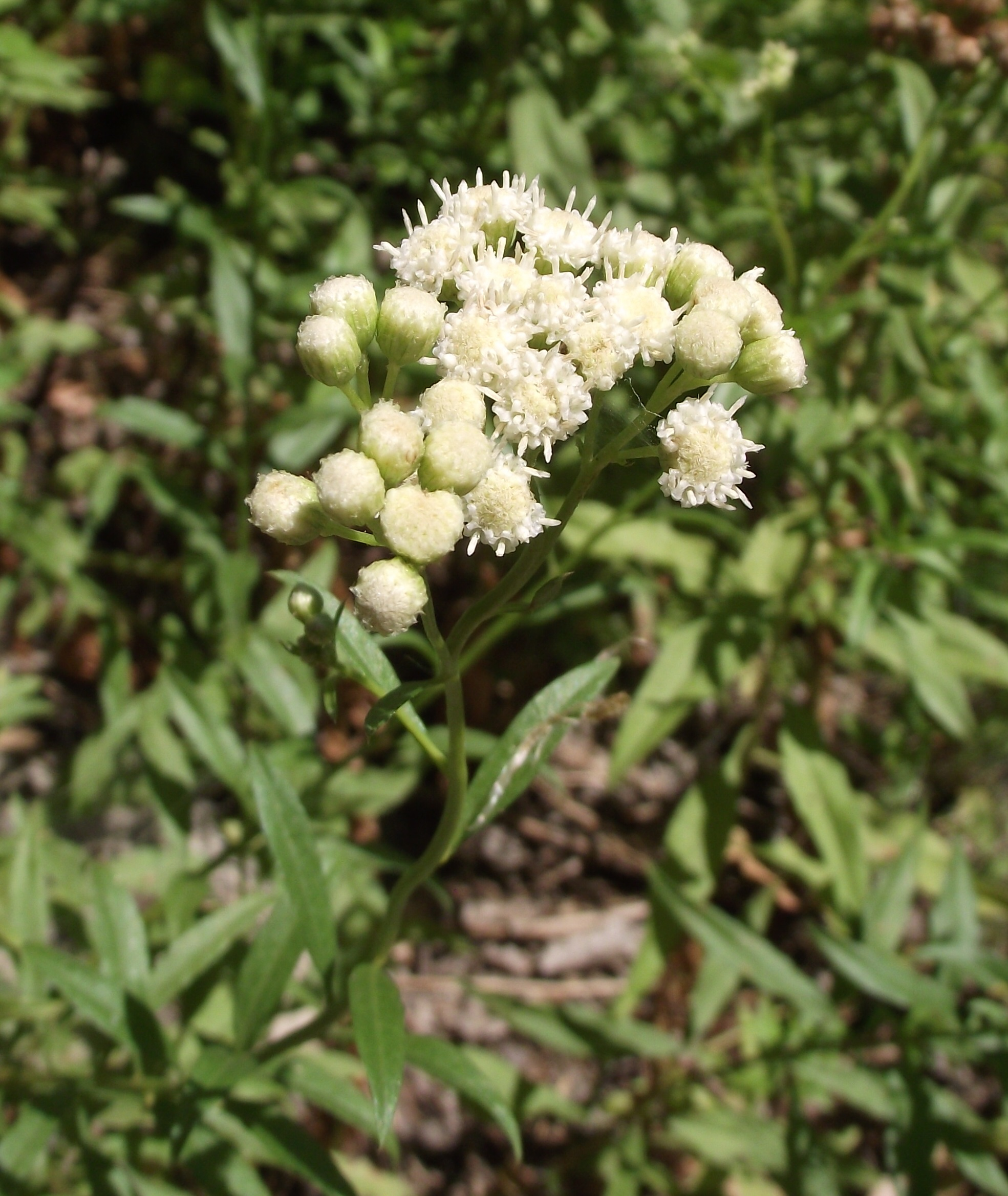
Inflorescencia

## Descripción
Baccharis douglasii es una hierba rizomatosa perennifolia que alcanza un tamaño de entre uno y dos metros de altura. Las hojas en forma de lanza miden hasta unos 12 centímetros de largo y tienen peciolos con alas cortas. El follaje y las inflorescencias son resinosos y pegajosos.
Las plantas son dioicas, con plantas masculinas que producen racimos de hasta 40 blanquecinas flores estaminadas y plantas femeninas que lleva racimos de hasta 150 esponjosas y blanquecinas flores pistiladas con unos  vilanos peludos unidos a cada fruta en desarrollo. 

## Taxonomía
Baccharis douglasii fue descrita por  Augustin Pyrame de Candolle y publicado en Prodromus Systematis Naturalis Regni Vegetabilis 5: 400. 1836.
Etimología
Baccharis: nombre genérico que proviene del griego Bakkaris dado en honor de Baco, dios del vino, para una planta con una raíz fragante y reciclado por Linnaeus.
douglasii: epíteto otorgado en honor del botánico David Douglas.
Sinonimia
- Baccharis haenkei DC.
- Baccharis viscosa Hook. & Arn.	[3]